# Parc naturel du Foix
Le Parc naturel du Foix est un espace naturel protégé situé dans la comarque de Alt Penedès (province de Barcelone), en Catalogne,.
Cette aire protégée est une Zone spéciale de conservation (ZSC) et une Zone de protection spéciale (ZPS) du réseau Natura 2000 définie par la Convention de Ramsar visant la conservation des types d'habitats et des espèces animales et végétales.

## Description

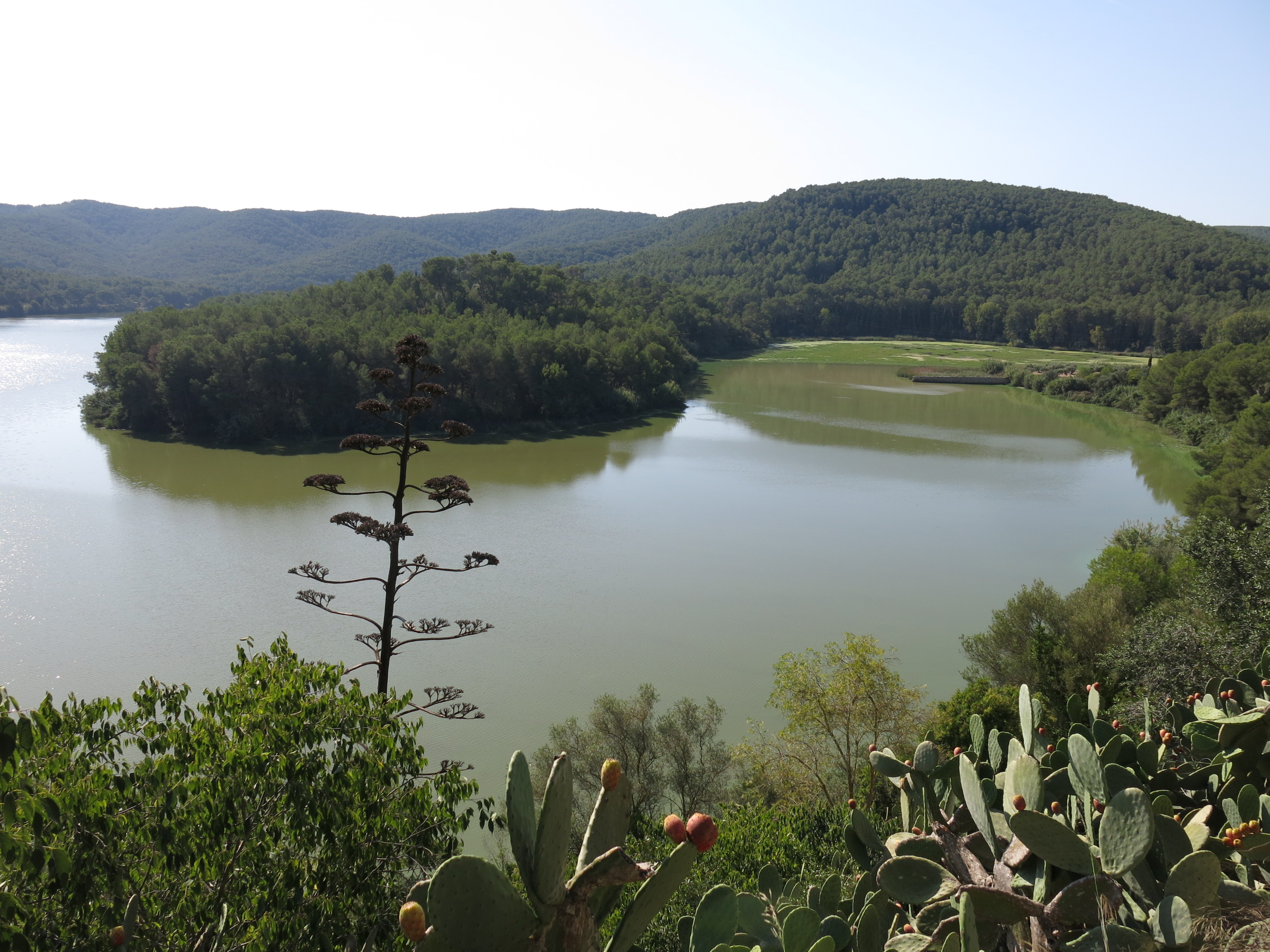
Réservoir de Foix

Le plan spécial du Pantano de Foix (es) (Réservoir de Foix), une infrastructure hydroélectrique sur la rivière Foix, est la réalisation d'urbanisme qui garantit la préservation des valeurs naturelles et culturelles du parc et permet d'en réguler les usages, d'organiser le territoire en fonction du paysage et critères écologiques, et définir le système d'équipement nécessaire.
Le réservoir de Foix qui recueille les eaux de la rivière du même nom, est situé dans le secteur le plus méridional de la dépression du Penedès, une plaine allongée d'orientation NE-SW, située entre la cordillère littorale catalane et qui s'ouvre sur la mer. Géologiquement, cette vallée est remplie de matériaux sédimentaires du Miocène, avec des épaisseurs allant jusqu'à 500 m. Les marges montagneuses sont constituées de formations rocheuses qui rappellent sa proximité avec le Macizo del Garraf (es). La proéminence géologique de ces élévations correspond à la roche calcaire, qui génère un paysage particulier, le karst, caractérisé par la présence de grottes.

## Végétation
Le Parc de Foix présente des milieux écologiques bien différenciés. La forêt de chênes verts pousse, de manière très localisée et souvent mélangée à des pins, dans les zones les plus ombragées et humides, tandis que les forêts de pins d'Alep dominent dans les endroits les plus secs et ensoleillés. Dans ces environnements, on peut trouver du palmier nain et d'autres arbustes comme le lentisque, l'arbousier, le nerprun alaterne, le buis, la bruyère, le ciste ou le petit houx, et des plantes aromatiques comme le romarin ou le thym.
Dans des secteurs de marais on trouve des exemples de végétation riveraine, composée d'espèces telles que le frêne, l'aulne, le peuplier, l'orme ou le saule, accompagnés d'un sous-bois composé d'aubépine, de corroyère, de ronce, de lierre et d'asclépiade. Le myrte est une formation végétale de grande valeur, associée aux cours d'eau qui entourent le réservoir de Foix. Des espèces telles que le myrte, le palmier nain, le lentisque, la salsepareille d'Europe et l'ampélodesme tenace y poussent.

## Faune
La grande diversité des milieux du Parc de Foix abrite une faune très variée. Dans le marais, nous trouvons des poissons comme l'anguille, la carpe et le carassin, et des reptiles comme la cistude, la couleuvre vipérine et la couleuvre à collier. D'autre part, les oiseaux constituent le groupe le plus représenté dans tout le parc, avec des espèces telles que le cormoran, le canard colvert, le canard souchet, la sarcelle d'hiver, la poule d'eau, le héron cendré, l'aigrette et le héron garde-boeufs. parmi tant d'autres. D'autres milieux humides, comme les étangs, constituent un refuge pour les amphibiens comme la salamandre,  la rainette verte et le crapaud commun. Dans les zones boisées vivent des mammifères comme le blaireau, la genette commune, le renard, le sanglier et des oiseaux comme la crécerelle, le geai, la mésange et le pigeon ramier, tandis que dans la zone rocheuse on peut trouver quelques reptiles comme le lézard commun, la couleuvre à échelons  et la couleuvre de Montpellier, et certains oiseaux de proie comme l'aigle de Bonelli. Les grottes abritent divers animaux troglodytes, comme certaines espèces de chauves-souris, et dans les environnements humanisés, on trouve de nombreux geckos et hiboux.